# Glaphyromorphus crassicaudus
Glaphyromorphus crassicaudus là một loài thằn lằn trong họ Scincidae. Loài này được Duméril & Duméril mô tả khoa học đầu tiên năm 1851.